# SAP SE
SAP SE er det største europæiske softwarefirma og i 2023 det tredjestørste i verden efter Microsoft og Oracle regnet efter omsætning. Firmaet har hovedsæde i Walldorf, Tyskland.
SAP blev grundlagt i 1972 under navnet Systemanalyse und Programmentwicklung  (SAP) af fem tidligere IBM-medarbejdere, deriblandt Dietmar Hopp, Bundesliga-klubben 1899 Hoffenheims mæcen.
Akronymet fik senere en anden betydning da navnet på virksomheden blev ændret til Systeme, Anwendungen und Produkte in der Datenverarbeitung.
Produktområdet omfatter en bred vifte af planlægnings- og økonomiprogrammer, herunder SAP R/2 (mainframebaseret), SAP R/3, SAP ECC, SAP ERP, SAP BI, SAP APO, SAP SCM, SAP CRM og SAP Business One.